# 3791 Marci
För andra betydelser, se Marci.
3791 Marci eller 1981 WV1 är en asteroid i huvudbältet som upptäcktes den 17 november 1981 av den tjeckiske astronomen Antonín Mrkos vid Kleť-observatoriet i Tjeckien. Den är uppkallad efter Jan Marek Marci.
Asteroiden har en diameter på ungefär 11 kilometer och den tillhör asteroidgruppen Koronis.